# Henry Maudslay
Ne doit pas être confondu avec Alfred Maudslay ou Henry Maudsley.
Henry Maudslay (né le 22 août 1771 à Woolwich près de Greenwich; † 14 février 1831 à Lambeth) était un ingénieur anglais qui, avec Richard Roberts, Lucien Sharpe, James Nasmyth, Joseph Whitworth et James Fox, a donné à la machine-outil sa conception moderne. Par son tour à fileter révolutionnaire, il établit une normalisation « de fait » des filetages même si c'est le « pas Withworth » qui fut finalement adopté en 1841.
Au cours de la première moitié du XIXe siècle, certaines entreprises anglaises furent de véritables pépinières d’ingénieurs : c’est le cas de la firme du mécanicien Henry Maudslay. La « Maudslay Nursery » représente bien le type de l’usine anglaise où se réalisent invention et innovation, alors qu’à l’époque il en est souvent autrement sur le continent, ce qui allongeait les essais et les mises au point.
Comme il était courant pour ses prédécesseurs et contemporains, Henry Maudslay constitua une collection privée de machines, collection qui fut confiée au Science Museum de Londres en 1900.

## Apprenti
Son père et homonyme, Henry Maudslay, était charron au service du corps des Royal Engineers. Blessé au combat, il devint magasinier du Royal Arsenal de Woolwich, à Londres. Là, il épousa une jeune veuve, Margaret Laundy, qui lui donna sept enfants : Henry fut le cinquième d'entre eux. Comme beaucoup d'enfants anglais à l'époque, Henry fut mis au travail très jeune : dès l'âge de 12 ans, il servait comme « singe à poudre » (ce qui signifie qu'il était commis au bourrage des cartouches) à l’Arsenal. Deux ans plus tard, on le mit en apprentissage chez un charpentier, puis à 15 ans, chez un forgeron. Il semble qu'il se soit alors spécialisé dans la métallurgie légère, c'est-à-dire le travail des pièces de précision, demandant un meilleur savoir-faire.

## Employé des ateliers Bramah

### Un ouvrier exceptionnel
Maudslay se fit une telle réputation de dextérité que Joseph Bramah (le futur inventeur de la presse hydraulique) lui offrit, sur la recommandation d'un de ses ouvriers, de travailler dans son atelier de Denmark Street, dans le quartier de St Giles à Londres. Bramah venait alors de breveter une serrure révolutionnaire fondée sur l'introduction de goupilles, mais la complexité mécanique de l'ensemble rendait difficile une production en grande quantité et augmentait son prix de vente. Bramah découvrit avec surprise un jeune homme de dix-huit ans d'une habileté consommée. Ce fut Maudslay qui fabriqua la « serrure incrochetable » que Bramah fit suspendre à l'enseigne de son magasin avec une notice promettant une récompense de 200 guinées à quiconque en viendrait à bout : la serrure devait résister aux efforts des curieux encore quarante-sept ans. Maudslay fabriqua un ensemble d’outils et de machines pour permettre la fabrication en série de la nouvelle serrure.
Puis Bramah envisagea une presse à démultiplier les forces en utilisant l'incompressibilité de l'eau : la presse hydraulique ; il se heurtait cependant au problème dirimant de l'étanchéité du piston dans son mouvement à l'intérieur du cylindre : l'étanchéité courante à l'époque, à savoir la bourre de chanvre, était ici totalement inadaptée compte tenu des fortes pressions et de l'usure par le mouvement de va-et-vient. Maudslay imagina un joint d'étanchéité fait d'une rondelle sertie de cuir embouti, qui offrait à la fois une parfaite étanchéité et de faibles frottements à l'interface piston-corps de presse. La nouvelle machine donna toute satisfaction, mais ce fut naturellement Bramah qui fut crédité de son invention.

### Le problème du filetage et de l'usinage
Quand Maudslay commença à travailler pour Bramah, les tours à usiner étaient tous fondés sur le principe du balancier à pédale, et l'ouvrier maintenait la pièce à usiner au contact de l'outil de coupe : il en résultait une précision aléatoire, particulièrement lorsqu'il s'agissait d'usiner des pièces en fer. Maudslay imagina de maintenir la pièce à usiner à l'aide d'un mandrin ou d'une broche guidé parfaitement en translation de façon que l'outil de coupe travaille la pièce de façon bidirectionnelle. L'arbre récepteur était une vis sans fin en prise avec un harnais, créant une sorte d'asservissement entre la vitesse de découpe et la vitesse de translation de la pièce à usiner : les filetages produits y gagnèrent grandement en uniformité. L’emploi du harnais de tour permettait de varier l'angle des filets. Les gains en précision apportés par le tour guidé de Maudslay révolutionnèrent la production des pièces détachées.
On a longtemps cru, avec James Nasmyth, que Maudslay était l’inventeur du chariot guidé ; mais vers le milieu du XXe siècle, plusieurs historiens des techniques établirent que Maudslay n'était pas le premier à utiliser un guidage en translation, ni à en équiper un tour d’usinage : son invention intervint en effet peu après la première machine à fileter du français Senot (1795) et précède de fort peu le tour à tailler de John Wilkinson (1798) ; mais sa contribution personnelle aura plutôt été la combinaison, sur une machine de précision, du chariot guidé, du harnais de tour et d'engrenages interchangeables : c’est cette combinaison qui montra vraiment l'utilité d'un chariot guidé et entraîna son adoption massive par l'industrie mécanique naissante.
Le prototype du tour à usiner de Maudslay est aujourd'hui exposé au Science Museum de Londres.

### Promotion et mariage

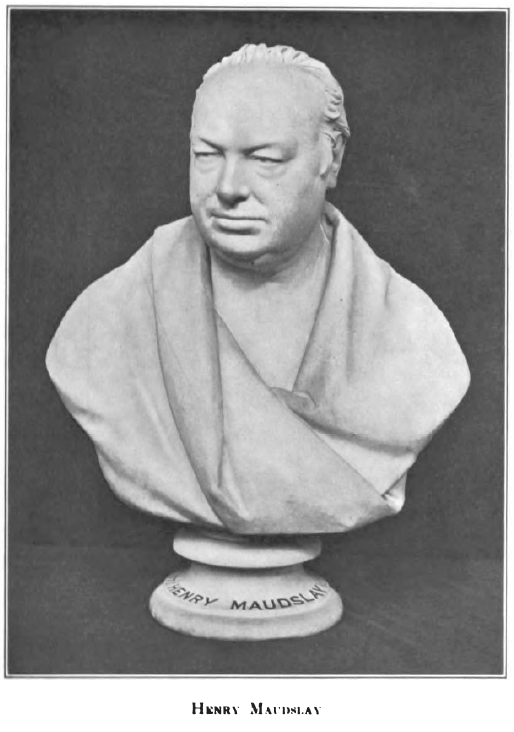
Buste de Maudslay.

Maudslay s'imposa si vite par son talent qu'à peine âgé de dix-neuf ans, Bramah en fit son contremaître. En 1791, Maudslay épousa la gouvernante des Bramah, Sarah Tindel. Le couple aura quatre garçons. Thomas Henry, l’aîné, et Joseph, le benjamin, deviendront les associés de leur père. William, le cadet, devenu ingénieur des travaux publics, sera l'un des membres fondateurs de l’Institute of Civil Engineers britannique.
En 1797, après huit années au service de Bramah, Maudslay demanda une augmentation de salaire (30 shillings par semaine) : Bramah refusa tout net, et ainsi Maudslay décida de se mettre à son propre compte.

## À son compte
Maudslay acheta d'abord une petite forge dans Wells Street, attenante à Oxford Street, avant d'emménager en 1800 dans de plus grands locaux, à Margaret Street, dans le quartier de Cavendish Square.
À la suite de Samuel Bentham, Marc Isambart Brunel lui confia en 1799 sa première commande d'importance : la fabrication de 42 tours à bois destinés à la fabrication de poulies pour les gréements (la Royal Navy en consommait par milliers). On installa ces machines dans les Portsmouth Block Mills construits à cet effet, et qui existent toujours, avec une partie des machines d'époque. Ces tours étaient capables de fabriquer 130 000 pièces de gréement par an, avec seulement dix ouvriers pour les manœuvrer (il fallait auparavant 110 ouvriers qualifiés pour ce même travail). De l’avis de plusieurs historiens des techniques britanniques, c’est d’ailleurs là le premier exemple de machine d'usinage utilisée sur une ligne de montage,,.

### Le tour à fileter et la standardisation

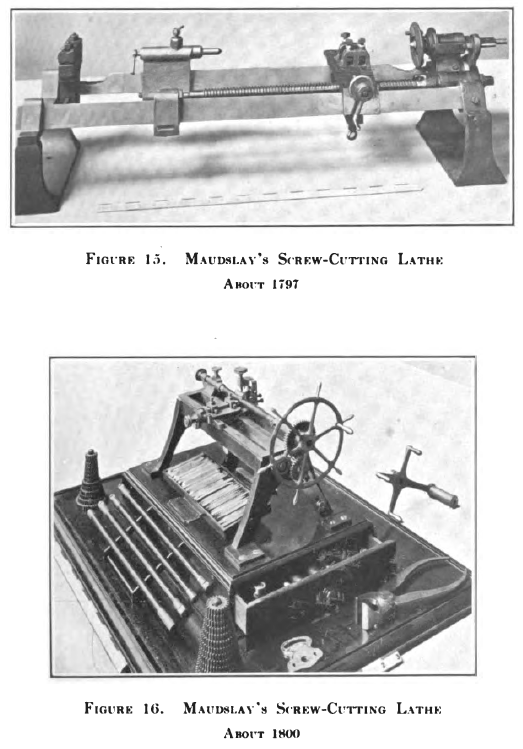
Les premiers modèles de tours à fileter, imaginés par Maudslay entre 1797 et 1800
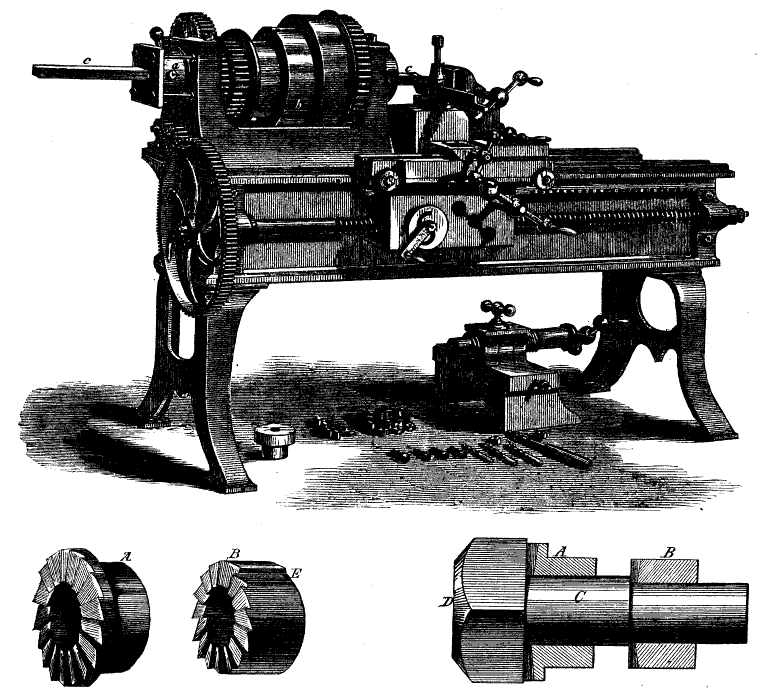
Un tour d’usinage de 1871, équipé d’une vis sans fin, d’un chariot guidé et d'un harnais pour le filetage à pas fixe[10].

Maudslay conçut le premier tour à fileter (1800), qui permit enfin la standardisation des pas de filetages : cela constituait un premier pas vers le concept d’interchangeabilité (une idée qui commençait à faire son chemin en Angleterre), avec une application directe aux écrous et boulons. Jusque-là, les filetages étaient exécutés au ciseau et à la lime, le résultat dépendant entièrement de l'habileté d'un artisan : pour cette raison, les écrous étaient rares et les vis, lorsqu’on en trouvait, étaient en bois. Les boulons en fer passés à travers une planche ou une pièce de charpente, au lieu d’être bloqués par une rondelle et un contre-écrou, étaient tenus par une cheville de fer à l’autre extrémité. Maudslay standardisa les pas de filetage de son atelier et fit fabriquer des jeux de tarauds permettant de produire des vis et écrous conformes : progrès décisif pour la mécanique.

### Première fabrication: le tour à usiner
Bien que, comme on l'a dit plus haut, Maudslay ne fût pas le premier inventeur du tour (comme on le trouve écrit dans certains ouvrages), et qu'il n'ait sans doute pas été le premier non plus à appliquer tantôt la vis sans fin, le chariot guidé ou le harnais à ces machines (Jesse Ramsden aurait eu la même idée dès 1775, mais les preuves sont minces), il est assurément celui qui montra au monde de l'industrie l'atout décisif que représente l'adoption simultanée de ces trois dispositifs : par là, il fit faire un bond à la technologie de l'usinage et à la réalisation de filetage de précision.
Fort de ses gains dans la précision du filetage, Maudslay fabriqua le premier micromètre sur châssis d’une résolution du 1/10 000e de pouce (soit environ 3 µm). Il appela ce prototype Lord Chancellor, car il pouvait servir d'étalon dans la comparaison des pièces usinées.
Dès 1810, Maudslay employait quatre-vingts ouvriers : il commençait à manquer de place dans ses ateliers, si bien qu'il dut déménager à Westminster Road, dans le quartier de Lambeth. Maudslay recruta aussi un jeune dessinateur travaillant jusque-là pour l’Amirauté, Joshua Field, dont le talent était tel que Maudslay en fit bientôt son associé pour le garder auprès de lui : ainsi, lorsque les enfants de Maudslay les rejoignirent, la société prit-elle le nom de Maudslay, Sons & Field.

### Vers l'industrie des moteurs

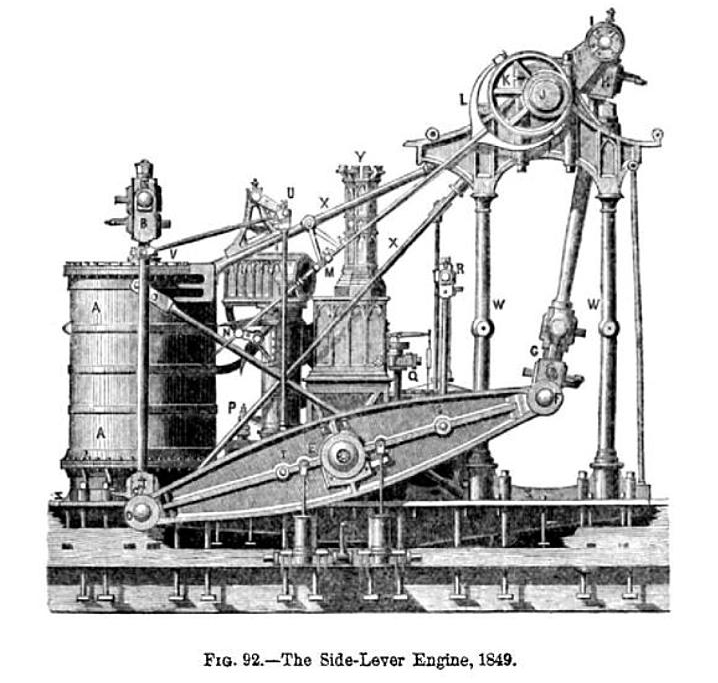
Ce moteur à balancier latéral est typique des moteurs de la première génération des steamships.

À Lambeth, la demande locale poussa les ateliers de Maudslay à se spécialiser dans la fabrication de moteurs de marine à vapeur. C’étaient des moteurs à balancier latéral, avec la bielle montée le long d’un cylindre de hauteur réduite : ces dispositions limitaient l'encombrement et permettaient de loger le moteur sous la ligne de flottaison du navire. Le premier moteur, une machine de 17 CV, sortit des ateliers en 1815, et équipa un vapeur remontant la Tamise, le Richmond. En 1823, c'est à nouveau un moteur Maudslay qui équipait le Lightning, premier bâtiment à propulsion motorisée de la Royal Navy. L'année suivante, les ateliers de Lambeth montèrent un moteur à balancier latéral de 400 CV pour le HMS Dee, qui était alors le plus puissant moteur de l’époque. Maudslay parvint à s’affranchir de l’encombrant balancier, la tige du piston étant désormais guidée verticalement par deux glissières, grâce à une roue qu’elle portait en son extrémité.
Maudslay fit de ces ateliers de mécanique une société, la Maudslay & Sons & Field Co., dont son fils Joseph et Joshua Field étaient les associés. En 1838, après la mort de Maudslay, les ateliers de Lambeth fournirent un moteur de 750 CV pour le célèbre Great Western d’Isambard Kingdom Brunel, le premier navire à vapeur transatlantique. Maudslay & Sons Co. breveta l’année suivante un moteur double piston à simple effet. Ils montèrent les premiers propulseurs à hélice sur des navires, notamment le premier vapeur à hélices de l'Amirauté, le HMS Rattler (1841). Vers 1850, la compagnie, malgré la concurrence des moteurs horizontaux inventés par John Penn, avait équipé de moteurs plus de deux cents navires.

## Le grand tunnel sous la Tamise

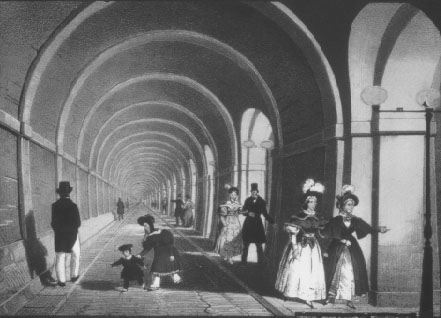
L'intérieur du tunnel sous la Tamise, milieu du XIX.

En 1825, l’ingénieur Brunel entreprit le creusement d'un tunnel sous la Tamise, destiné à relier les quartiers de Rotherhithe et de Wapping. Il y parvint en 1842 après de multiples difficultés, qu'il n'aurait pu surmonter sans un tunnelier dont il avait dessiné les plans, et dont il confia la fabrication aux ateliers Maudslay Sons & Field de Lambeth. Maudslay fournit par la même occasion les pompes d’exhaure.

## Astronome amateur
Vers la fin de sa vie, Maudslay se passionna pour l'astronomie et entreprit la construction d'une lunette astronomique. Il avait l’intention d’acheter une maison à Norwood pour en faire son observatoire, mais mourut avant d’avoir pu mener ce projet à bien. En janvier 1831 il attrapa un rhume en traversant la Manche. Il mourut après quatre semaines de maladie le 15 février. On l’inhuma dans l’église Sainte-Marie-Madeleine de Woolwich ; il avait lui-même composé son épitaphe, dans la Chapelle Notre-Dame.
Plusieurs ingénieurs de grand talent auront servi dans ses ateliers : Richard Roberts, David Napier, Joseph Clement, Joseph Whitworth, James Nasmyth (l’inventeur du marteau-pilon), Joshua Field et William Muir.
Henry Maudslay, s'il joua un rôle important dans la genèse du génie mécanique, se consacra presque exclusivement au problème de l'usinage. La compagnie qu'il avait créée fut l'une des plus grandes compagnies industrielles britanniques du XIXe siècle ; elle cessera ses activités en 1904.